# Cytisus grandiflorus subsp. grandiflorus
Cytisus grandiflorus subsp. grandiflorus é uma subespécie de planta com flor pertencente à família Fabaceae. 
A autoridade científica da subespécie é (Brot.) DC., tendo sido publicada em Prodr. 2: 154 (1825).

## Portugal
Trata-se de uma subespécie presente no território português, nomeadamente em Portugal Continental.
Em termos de naturalidade é nativa da região atrás indicada.

## Protecção
Não se encontra protegida por legislação portuguesa ou da Comunidade Europeia.